# Calanthe albolutea
Calanthe albolutea är en orkidéart som beskrevs av Henry Nicholas Ridley. Calanthe albolutea ingår i släktet Calanthe och familjen orkidéer. Inga underarter finns listade i Catalogue of Life.